# Mediterraneo (film)
Mediterraneo è un film del 1991 diretto da Gabriele Salvatores, ispirato e liberamente tratto dal romanzo Sagapò di Renzo Biasion.
La pellicola ha vinto l'Oscar al miglior film in lingua straniera nel 1992.

## Trama
Nel 1941, durante la seconda guerra mondiale, a seguito della campagna italiana di Grecia, otto militari italiani sbarcano su una piccola isola del mar Egeo, che inizialmente sembra deserta, con il compito di stabilirvi un presidio. Gli uomini che compongono il plotone sono il tenente Raffaele Montini, un insegnante di latino e greco al ginnasio appassionato di pittura, che comanda la squadra, il rude sergente maggiore Nicola Lorusso, il marconista Luciano Colasanti (assistente di Lorusso), i fratelli Libero e Felice Munaron, che sono originari delle Alpi venete e non hanno mai avuto a che fare con il mare, il montanaro Eliseo Strazzabosco, maestro di sci molto affezionato alla sua asina Silvana (che porta con sé ovunque), Corrado Noventa, che ha molta nostalgia dell'Italia e scrive continuamente alla moglie, e l'attendente Antonio Farina, il più giovane di tutti. I soldati si rivelano completamente inadatti all'attività militare e la prima notte di permanenza uccidono per errore l'asina Silvana, scambiandola per un nemico. In preda all'ira, Strazzabosco rompe la radio e taglia così il gruppo dal mondo. Nel giro di poco tempo, complici l'isolamento geografico, l'impossibilità di qualsiasi comunicazione e l'apparente solitudine dell'isola, gli otto incominciano a dedicarsi ad attività del tutto estranee alla guerra, compreso Lorusso, l'unico che ha già combattuto, guadagnandosi i gradi durante la campagna d'Africa. Montini riprende a disegnare e dipingere e fa conoscere a Farina la poesia e la letteratura greca, regalandogli una raccolta poetica che il giovane inizierà a leggere continuamente. Libero e Felice scelgono di restare in collina, dove conosceranno una pastorella con la quale faranno entrambi l'amore fino a metterla incinta.
Si scopre che sull'isola, in realtà, è presente una popolazione, composta esclusivamente da donne, anziani e bambini e da un prete ortodosso, che precedentemente aveva affrontato una sanguinosa occupazione da parte dei tedeschi, che hanno deportato gli uomini più giovani. Gli isolani, comparsi all'improvviso, hanno osservato di nascosto i soldati italiani nel corso dello sbarco e nei primi giorni di permanenza, e hanno capito che sono ben diversi dai tedeschi, che non hanno intenzione di fare del male a nessuno e che è possibile una pacifica convivenza. Il gruppo di soldati stringe diverse forme di legame e di sodalizio con la gente dell'isola; il prete chiede al tenente Montini di restaurare senza compenso gli affreschi della chiesa, sfruttando le sue abilità pittoriche, che ha notato mentre il professore stava dipingendo il ritratto di uno degli anziani abitanti.
Un giorno sull'isola approda il turco Aziz, il quale non sembra sapere nulla di cosa stia accadendo nel mondo, e offre agli italiani il fumo dell'oblio. La mattina seguente, mentre i soldati dormono ancora dopo la baldoria, Aziz ruba loro le armi, i soldi e gli orologi e scappa. Con la scusa del furto degli effetti personali, oltre che a causa della radio non funzionante, per gli otto italiani (che si procurano comunque nuove armi da due costruttori locali) la vita continua a scorrere tranquilla, sempre più lontana dal mondo militare e dalle relative gerarchie, animata solo dalle vicende personali, dalle lunghe partite a calcio con gli isolani, dai tanti pranzi e cene insieme e dalle frequentazioni della casa della bella Vassilissa, la prostituta locale, che si concede a turno a ciascuno di essi; Farina, però, nei momenti in cui dovrebbe fare l'amore con Vassilissa, inizialmente non ci riesce e finisce per trascorrere il tempo chiacchierando con lei.
Dopo qualche tempo, un aereo da ricognizione italiano compie un atterraggio d'emergenza. Il pilota è il tenente Carmelo La Rosa, il quale racconta ai soldati ciò che è avvenuto in Italia negli ultimi tempi: la caduta del fascismo, l'armistizio con gli anglo-americani e la divisione del Paese in aree controllate dalle forze alleate e dalla RSI. Si impegna, inoltre, a contattare il comando militare italiano per far rimpatriare il plotone. I soldati apprendono così di aver già trascorso tre anni sull'isola, senza rendersene conto.
Farina finisce per innamorarsi profondamente di Vassilissa: ha capito di amarla davvero quando è riuscito finalmente a fare l'amore con lei e difende il suo sentimento arrivando a sparare ai compagni, per impedire loro di avvicinarsi a lei. Farina e Vassilissa si sposano nella chiesa affrescata da Montini (che ha riprodotto negli affreschi i volti di tutti i suoi compagni); durante la cerimonia, dopo che i due hanno bevuto dallo stesso bicchiere, Farina lancia il bicchiere a terra per romperlo, gesto simbolico per suggellare la loro unione, ma il bicchiere rimbalza e rimane intero. Allora Lorusso, nell'immobilità generale, si alza e rompe il bicchiere calpestandolo.
Durante i festeggiamenti per il matrimonio, Colasanti confessa a un imbarazzato Lorusso di essersi innamorato di lui. Noventa, l'unico che non è mai riuscito ad abituarsi alla vita sull'isola e aveva già cercato di scappare, prima insieme a Aziz il turco e poi insieme a La Rosa, fugge con una barca da pesca trovata in riva al mare.
Gli altri soldati vengono recuperati da una motobarca inglese e tornano a malincuore in Italia, tutti eccetto Farina, il quale, per poter rimanere con Vassilissa (che vorrebbe smettere di prostituirsi e aprire un ristorante), si nasconde in un barile di olive; Lorusso decide di assecondarlo e, per evitargli di essere accusato di diserzione, finge di averlo cercato senza riuscire a trovarlo.
Molti anni dopo il tenente Montini, ormai invecchiato, viene invitato da Farina, rimasto vedovo, a recarsi di nuovo sull'isoletta greca, ormai stravolta dal turismo di massa. Appena sbarcato, il professore rende omaggio alla tomba di Vassilissa, poi va al ristorante da lei aperto e vi incontra non solo Farina, ma anche, a sorpresa, Lorusso: il sergente, deluso dall'Italia del dopoguerra, nella quale non si è affatto compiuto quel processo di rinnovamento in cui lui sperava fortemente (e che era l'unico motivo per cui aveva accettato di tornare in patria), aveva scelto di tornare sull'isola e ricongiungersi a quel compagno d'armi dal quale un tempo sembravano dividerlo tante cose.

## Riprese
Il film è stato girato interamente sull'isola greca di Castelrosso (Megisti in lingua greca), posta a est di Rodi, nel Dodecaneso.

## Accoglienza
Il lungometraggio è stato premiato agli Oscar 1992 come miglior film straniero, consolidando la notorietà internazionale di Salvatores. Fa parte della "tetralogia della fuga", composta, oltre che da Mediterraneo, da Marrakech Express del 1989, da Turnè del 1990 e da Puerto Escondido del 1992; si tratta di quattro film diretti da Salvatores e dedicati ai temi della disillusione e della fuga verso una nuova forma di interiorità, di individualità e di impegno non condizionato da fattori ideologici, da miti collettivi e da figure guida carismatiche ma corruttibili.
Il film si apre con la citazione di una frase di Henri Laborit («In tempi come questi la fuga è l'unico mezzo per mantenersi vivi e continuare a sognare») e si chiude con una didascalia significativa ed emblematica: «Dedicato a tutti quelli che stanno scappando».
Mediterraneo è un film generazionale, ovvero un'opera che identifica, esprime e incarna la riflessione storica di una determinata generazione. La generazione alla quale il regista appartiene e alla quale si rivolge è quella dei nati a metà/fine anni Cinquanta che agli inizi degli anni Novanta si ritrova «disillusa dalla società e orfana di un impegno politico, in bilico tra una utopia che sfuma e un realismo che incombe».

### Incassi
Ha incassato 5,3 milioni di euro in tutto il mondo.

## Distribuzione
Il film è stato distribuito in Italia e negli Stati Uniti in due diverse versioni che differiscono per la durata: quella per il mercato statunitense, diffusa successivamente anche in Italia attraverso i formati VHS e DVD, è più breve. La durata della pellicola originale è di 96 minuti, quella statunitense dura 89 minuti.
I tagli, come riferisce lo stesso Salvatores nell'intervista allegata alla versione DVD, edita dalla Cecchi Gori Home video nel 2006, furono effettuati dalla Miramax, la società di distribuzione che aveva acquistato i diritti per il mercato USA.
Vi sono ulteriori versioni che negli anni sono state distribuite in completa autonomia, contro il parere del regista. Vennero operati tagli su molte battute del sergente Lorusso, come quella iniziale sui greci che avrebbero esportato gli asini in tutto il mondo, il dialogo con il tenente e la risposta prima di andare a coricarsi; tagli che, tra l'altro, snaturano molto il personaggio e fanno spesso perdere il senso delle scene.
Vi sono inoltre scene che, pur presenti nel copione originale, non videro mai la luce se non nella prima versione del film a uso registico, scene mai pubblicate e mai uscite, scene oniriche che volevano rappresentare alcuni momenti di pazzia dei personaggi e alcune avventure mentali che i soldati sull’isola si facevano nella “controra“, quella del pisolino estivo pomeridiano.
Per esempio, Corrado Noventa si addormentava sotto un ulivo e a un certo punto veniva svegliato da una ragazza vestita come una hippie, che gli diceva di essere sua figlia venuta a vedere l’isola dove aveva trascorso gli ultimi anni suo padre che lei non aveva mai conosciuto, essendo lui partito quando sua madre era incinta. Lui rimaneva scosso e non capiva. Uno strano sogno con una figlia che ancora non era nata, ma anche una premonizione di morte.
Il tenente Raffaele Montini, parlando con il pope, scopriva la leggenda secondo cui Omero morì sull’isola. Il tenente partiva per la montagna nel pieno del meriggio alla ricerca della tomba del poeta e prendeva un colpo di sole; lì gli appariva proprio Omero che gli faceva un indovinello, e poi un cavallo alato con in groppa un antico guerriero greco; in realtà era solo Eliseo Strazzabosco con la sua mula Silvana.
In un'altra scena la pastorella invitava i due Munaron a fare il bagno con lei, ma poiché non sapevano nuotare, mostrava loro come fare e, immergendosi, al posto delle sue gambe ai fratelli appariva la coda di una sirena.
Tutte le scene oniriche sono state eliminate da Salvatores su proposta del responsabile del montaggio Nino Baragli, il quale le riteneva fuori stile e non perfettamente amalgamate con il resto della storia.

## Inesattezze storiche
- All'inizio del film una truppa intona l'inno di Mameli: è un anacronismo, in quanto la vicenda si svolge durante il ventennio fascista, quando l'inno nazionale italiano era ancora la Marcia reale[10][11].
- Il film è ambientato tra il 1941 e il 1944, ma l'aereo del tenente La Rosa è un Cessna 140 del 1946.[12][13]
- L'isola dove è ambientato il film in realtà non subì mai nessuna occupazione durante la guerra, poiché irrilevante dal punto di vista strategico e militare.
- Il pilota dell'aereo, Tenente La Rosa, dice di provenire da Creta dove è aggregato agli inglesi ma in realtà Creta restò sotto occupazione tedesca fino alla fine della guerra.

## Riconoscimenti
- 1992 - Premio Oscar
  - Miglior film straniero
- 1991 - David di Donatello
  - Miglior film a Gabriele Salvatores, Mario Cecchi Gori, Vittorio Cecchi Gori e Gianni Minervini
  - Miglior montaggio a Nino Baragli
  - Miglior sonoro a Tiziano Crotti
  - Candidatura come Miglior regia a Gabriele Salvatores
  - Candidatura come Migliore attore protagonista a Diego Abatantuono
  - Candidatura come Migliore attore non protagonista a Giuseppe Cederna
  - Candidatura come Migliore attrice non protagonista a Vana Barba
  - Candidatura come Miglior sceneggiatura a Enzo Monteleone
  - Candidatura come Migliore produttore a Mario e Vittorio Cecchi Gori e Gianni Minervini
  - Candidatura come Miglior fotografia a Italo Petriccione
  - Candidatura come Migliore colonna sonora a Giancarlo Bigazzi e Marco Falagiani
  - Candidatura come Migliori costumi a Francesco Panni

- 1991 - Globo d'oro
  - Miglior musica a Giancarlo Bigazzi e Marco Falagiani
  - Candidatura come Miglior film a Gabriele Salvatores, Mario Cecchi Gori, Vittorio Cecchi Gori e Gianni Minervini
- 1992 - Nastro d'argento
  - Regista del miglior film a Gabriele Salvatores
  - Candidatura come Migliore produttore a Mario e Vittorio Cecchi Gori e Gianni Minervini
  - Candidatura come Miglior soggetto a Enzo Monteleone
  - Candidatura come Miglior sceneggiatura a Enzo Monteleone
  - Candidatura come Migliore attore protagonista a Diego Abatantuono
  - Candidatura come Migliore attore non protagonista a Giuseppe Cederna
- 1991 - Ciak d'oro
  - Miglior attore protagonista a Diego Abatantuono[14]
  - Candidatura migliore attore non protagonista a Giuseppe Cederna
  - Candidatura migliore sonoro in presa diretta a Tiziano Crotti